# Молль, Кристиан Иероним
Кристиан Иероним Молль (нем. Christian Hieronymus Moll; 21 октября 1750, Вена — после 1823) — австрийский театральный режиссёр и редактор.
В начале 1770-х гг. работал в Вене, поставив, в частности, в 1773 г. собственную переделку комедии Шекспира «Сон в летнюю ночь» (под названием «Деревенские свадьбы», нем. Die ländlichen Hochzeitsfeste). Опубликовал одноактную трагедию «Донна Инес» (нем. Donna Inez; 1772). В середине десятилетия несколько лет издавал газету Historisch-kritische Theaterchronik von Wien («Историческая и критическая театральная хроника Вены»). В сезоне 1777—1778 гг. ставил пантомимы в Кернтнертор-театре. Затем несколько сезонов руководил театром в Прессбурге (где, в частности, начал свою режиссёрскую карьеру Кристоф Людвиг Зайп).
В дальнейшем отошёл от театра и занялся книготорговлей, держал книжный магазин в Триесте (с 1781 г.), одновременно выпуская газету Triester Weltkorrespondenten («Триестские всемирные корреспонденции»), опубликовал небольшую книгу «Историко-статистическое описание города Триест» (нем. Historisch-statistische Beschreibung der Stadt Triest; 1782). С 1785 г. владелец книжной торговли в Загребе, затем с 1788 г. в Пеште.
Сообщения о том, что Молль исполнял крохотную роль третьего жреца в премьерном показе оперы В. А. Моцарта «Волшебная флейта» (1791), ошибочны.